# Skulpturen gegen Krieg und Gewalt

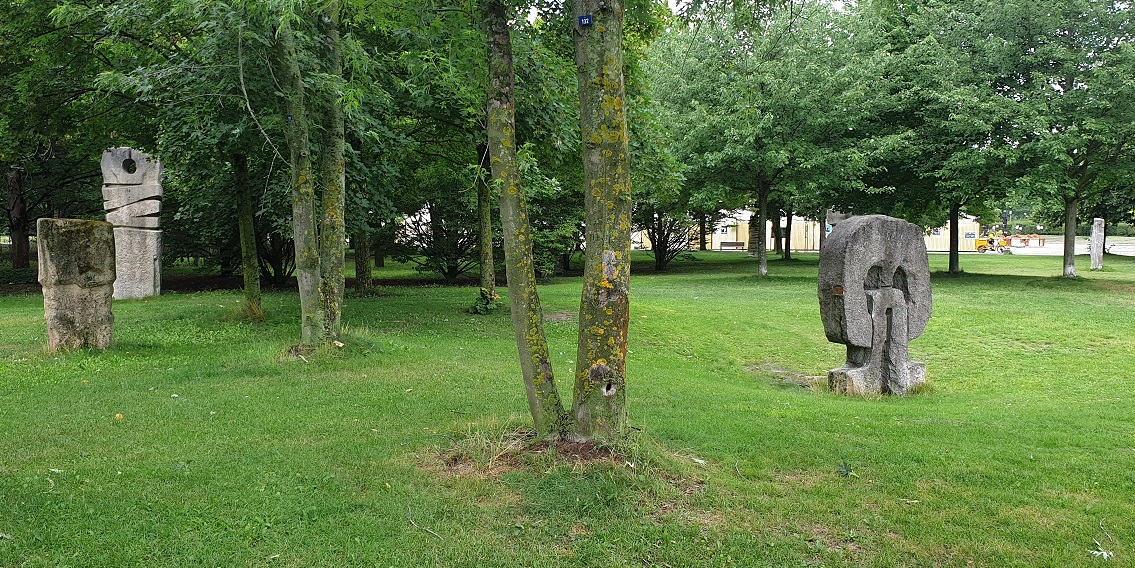
Die Skulpturen gegen Krieg und Gewalt am ehemaligen Standort der Krolloper

Die Skulpturen gegen Krieg und Gewalt befinden sich im Berliner Regierungsviertel gegenüber dem Reichstag am Standort der früheren Krolloper zwischen der Großen Querallee und der Heinrich-von-Gagern-Straße. Die Werke entstanden im Rahmen des Symposions europäischer Bildhauer 1961–1963 und stellen eine Reaktion auf die Errichtung der Berliner Mauer am 13. August 1961 dar.

## Künstler

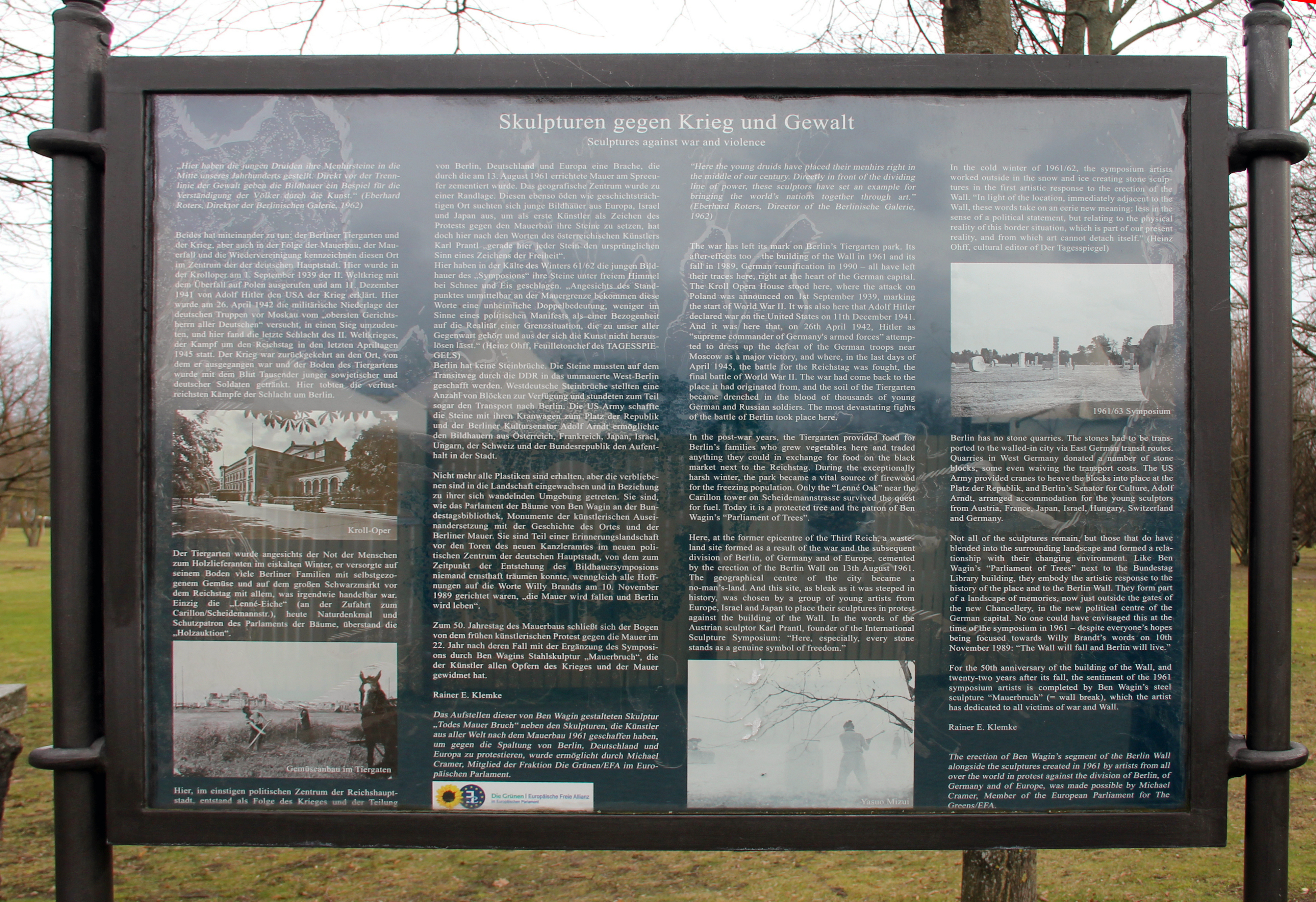
Gedenktafel vor Ort

Die Künstler kamen aus 7 europäischen Ländern, Japan und Israel. Vor Ort finden sich Werke von Yasuo Mizui, Walter Steiner, Karl Prantl und Pierre Székely. Zum 50. Jahrestag des Mauerbaus ergänzte Ben Wagin das Ensemble um eine Stahlskulptur.